# García I Fernandez
García I Fernández van Castilië bijgenaamd met de Witte Handen (Burgos, circa 938 - Medinaceli, juni 995) was van 970 tot aan zijn dood graaf van Castilië en Álava. Hij behoorde tot het huis Beni Mamaduna.

## Levensloop
García Fernández was de zoon van graaf Ferdinand González van Castilië en diens echtgenote Sancha, dochter van koning Sancho I van Navarra. 
In 970 volgde hij zijn vader op als graaf van Castilië. García zette het beleid van zijn vader verder en bleef de suzereiniteit van het koninkrijk León over het graafschap Castilië aanvaarden, hoewel hij praktisch een autonoom vorst was. Tijdens zijn bewind wilde hij zijn grondgebied uitbreiden door gebied te veroveren van de Moren. Om dit te bewerkstelligen breidde hij in 974 de sociale basis om tot de adel te behoren uit. Hij deed dit door een decreet uit te vaardigen waarin stond dat elke horige uit Castrojeriz die tijdens een veldslag een Moorse ridder versloeg tot de adelstand zou worden verheven. 
In mei 995 werd García Fernández terwijl hij aan het jagen was gevangengenomen tijdens een raidpartij van het kalifaat Córdoba in het graafschap Castilië. Hij raakte hierbij gewond. Vervolgens werd hij als trofee naar Córdoba gezonden, maar tijdens de tocht stierf hij in juni 995 in Medinaceli. Zijn zoon Sancho I Garcés volgde hem op als graaf van Castilië.

## Huwelijk en nakomelingen
Rond het jaar 960 huwde García met Ava van Ribagorza, dochter van graaf Raymond II van Ribagorza. Ze kregen volgende kinderen:
- Mayor García, huwde met graaf Raymond III van Pallars Jussà
- Sancho I Garcés (overleden in 1017), graaf van Castilië
- Urraca (overleden na 1038), abdis in de Abdij van Covarrubias
- Gonzalo (overleden in 979)
- Elvira (978-1017), huwde in 991 met koning Bermudo II van León
- Toda, huwde met Sancho Gómez, zoon van graaf Gómez Díaz van Saldaña
- Oneca, abdis in het San Juanklooster van Cillaperlata en in het San Salvadorklooster van Oña